# Saint-Genis-d’Hiersac
Saint-Genis-d’Hiersac település Franciaországban, Charente megyében. Lakosainak száma 915 fő (2022. január 1.). Saint-Genis-d’Hiersac Asnières-sur-Nouère, Marsac, Saint-Amant-de-Nouère, Saint-Cybardeaux, Vouharte, Genac-Bignac és La Boixe községekkel határos.

## Népesség
A település népessége az elmúlt években az alábbi módon változott:
| Lakosok száma | 706  | 724  | 836  | 837  | 902  | 915  | 907  | 896  | 895  | 915  |
|               | 1968 | 1982 | 1990 | 2006 | 2013 | 2015 | 2017 | 2019 | 2020 | 2022 |